# Eslovenia en el Festival de la Canción de Eurovisión Junior
Eslovenia fue uno de los países que debutaron en el XII Festival de la Canción de Eurovisión Junior en 2014.
El 19 de agosto de 2014, la televisión pública de Eslovenia confirmó su debut en el Festival de la Canción de Eurovisión Junior 2014, siendo su primera participación en este festival.
Su puntuación media hasta su retiro es de 70,5 puntos

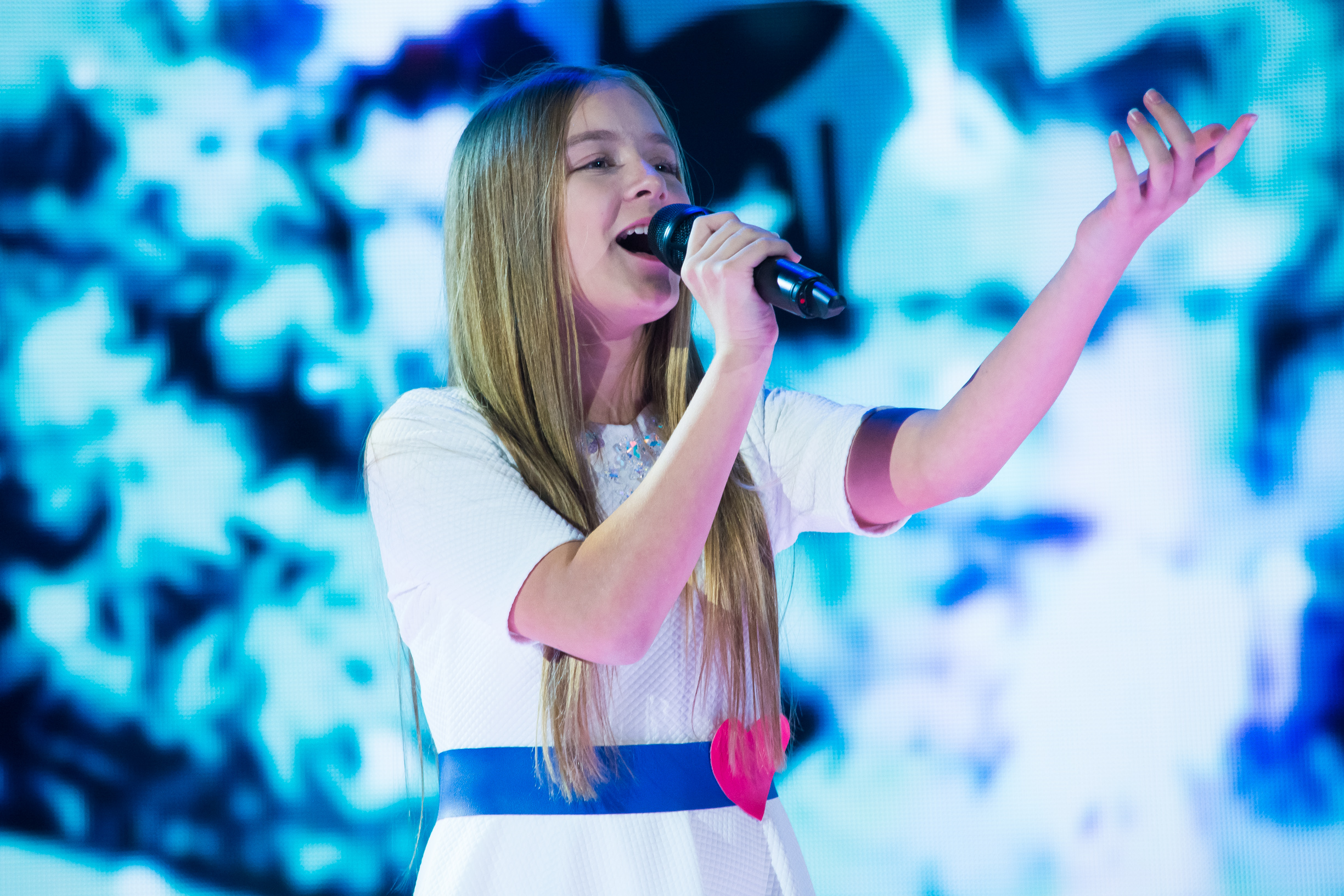
Lina Kuduzović en Sofia (2015)

## Participaciones
| 2014                           | Marsa | Ula Ložar      | «Nisi sam»      | 12 | 29  |
| 2015                           | Sofía | Lina Kuduzović | «Prva ljubezen» | 3  | 112 |
| No participó entre 2016 y 2025 |       |                |                 |    |     |

## Votaciones
Eslovenia ha dado más puntos a...
| N.º | País         | Pts |
| --- | ------------ | --- |
| 1   | Malta        | 18  |
| 1   | Armenia      | 18  |
| 2   | Rusia        | 13  |
| 3   | Italia       | 12  |
| 3   | Serbia       | 12  |
| 4   | Bulgaria     | 11  |
| 5   | Albania      | 8   |
| 6   | Países Bajos | 5   |
| 6   | Bielorrusia  | 5   |
| 6   | Montenegro   | 5   |
| 7   | Irlanda      | 4   |
| 7   | Chipre       | 4   |
| 8   | Ucrania      | 1   |

Eslovenia ha recibido más puntos de...
| N.º | País         | Pts |
| --- | ------------ | --- |
| 1   | Países Bajos | 12  |
| 1   | Armenia      | 12  |
| 2   | Bielorrusia  | 11  |
| 3   | Serbia       | 8   |
| 3   | Ucrania      | 8   |
| 3   | Rusia        | 8   |
| 4   | Italia       | 7   |
| 5   | Australia    | 6   |
| 5   | Bulgaria     | 6   |
| 5   | Irlanda      | 6   |
| 6   | Georgia      | 5   |
| 7   | Montenegro   | 3   |
| 7   | San Marino   | 3   |
| 7   | Croacia      | 3   |
| 8   | Albania      | 2   |

## Portavoces
| Año  | Portavoz     | 12 Puntos |
| ---- | ------------ | --------- |
| 2015 | Nikola Petek | Malta     |
| 2014 | Gal Fajon    | Italia    |